# Caçulinha
Rubens Antônio da Silva (Piracicaba, 15 de março de 1938 – São Paulo, 5 de agosto de 2024), mais conhecido pelo nome artístico Caçulinha, foi um músico multi-instrumentista e compositor brasileiro.
Veio a trabalhar em parcerias com grandes nomes da música brasileira como Elis Regina, Jair Rodrigues, Teixeirinha, Elizeth Cardoso, João Gilberto e Luiz Gonzaga, entre outros.

## Biografia

### Carreira musical
O seu pai Mariano e o seu tio Caçula eram violeiros de ótima qualidade conhecidos no interior paulista como Caçula & Mariano.
O menino Rubens tocou os primeiros acordes ainda aos 8 anos. Depois que a dupla formada pelo pai e o tio se desfez, assume o apelido que o tio ficou conhecido, e passou a se apresentar ao lado do genitor, formando o duo Mariano e Caçulinha.
Seu primeiro disco solo veio em 1959. Gravou 31 discos, que abrangem desde sertanejo até bossa nova. Dentro da sua lista de atribuições em composições e melodias, as que mais se destacaram durante a sua carreira foram “Sabido” de Luiz Gonzaga, “Arrasta-pé na Tuia” em conjunto com Lourival dos Santos e a valsa “Primeiro Amor”.
Recebeu o extinto prêmio Roquette Pinto, que homenageava anualmente os artistas mais notáveis das rádios de São Paulo.
Em 2006, Caçulinha lançou o CD Caçulinha na Bossa Nova, no qual regravou grandes sucessos dessa época e conta com os clássicos “Garota de Ipanema”, “Estate”, “Olhar de Mulher”, “Velas Içadas”, “Sem Você” e “O Barquinho”.
Em 2021, lança pela Kuarup o disco Caçulinha - 60 Anos de Música, nas plataformas de streaming e também em versão física. O álbum foi gravado ao vivo, no Teatro Itália, em São Paulo, em 2019, com a participação de Sérgio Reis, Agnaldo Rayol, Claudette Soares, Wanderléa, Daniel, Thobias da Vai-Vai, Zé Luiz Mazziotti, Mônica Salmaso, Simoninha e Ayrton Montarroyos.

### Mariano & Caçula
Mariano & Caçula foi uma dupla brasileira de música sertaneja.
Formada pelos irmãos Mariano da Silva e Aparecido da Silva Bello, ambos trabalhavam na roça quando foram descobertos pelo jornalista e escritor Cornélio Pires, que os convidou para integrar o grupo musical Turma Caipira, formado por ele. Mariano e Caçula foram pai e tio, respectivamente, de Caçulinha.

### Televisão
Foi contratado com exclusividade pela TV Record, em 1965, para participar do programa Fino Trato, apresentado por Elis Regina e Jair Rodrigues. Acabou emendando trabalhos na TV, atuando em especiais musicais da TV Record e ainda em outras atrações, como Esta Noite se Improvisa e Bossaudade.
Nos anos 80, apresentou o programa "Caçulinha Entre Amigos" na Bandeirantes. Ainda na emissora, participou do programa Perdidos na Noite.

#### Período como umglobal
Tornou-se nacionalmente conhecido por suas participações desde 1989 até 2009 no programa dominical da Rede Globo Domingão do Faustão, cuja trilha sonora produzia durante o programa ao vivo.
Entre 1996 e 2002, participou ainda do humorístico também da Rede Globo Sai de Baixo produzindo músicas incidentais para o programa.

#### Afastamento e posterior saída
Após 19 anos de colaboração com Fausto Silva, em 2008 fez críticas ao Domingão e ao próprio Fausto, o que motivou o seu afastamento. Em 2009, o seu contrato não é renovado. Em 2014, desliga-se definitivamente da Rede Globo após 25 anos.

#### Em contrato novo
Em 2015, é contratado pela TV Gazeta para trabalhar no programa Todo Seu, apresentado por Ronnie Von. No programa, ele comandava o quadro "Causos e Canções", duas vezes por semana, em que tocava músicas ao piano e contava algumas de suas experiências de vida. Foi dispensado da emissora em março de 2019.

## Morte
Morreu na madrugada do dia 5 de agosto de 2024, no Hospital Sancta Maggiore, onde estava internado há dez dias se recuperando de um infarto.

## Discografia
Compactos
- 1959 - Pelé/Noiva do sargento • Todamérica • LP 78 rpm
- 1959 - Corochere/Triste juriti • Todamérica • LP 78 rpm
- 1960 - Noite cheia de estrelas/Se um dia o mundo parasse • Califórnia • LP 78 rpm
- 1961 - Arrasta-pé na Tuia/Chorinho do Biluca • Caboclo • LP 78 rpm
- 1962 - Primeiro amor/Sabido • Chantecler • LP 78 rpm
- 1963 - Sentimento paraguaio/Chora negrinha • Sertanejo • LP 78 rpm

Álbuns de Estúdio
- 1963 - Música Dentro da Noite (com "Caçulinha e Seu Conjunto") • Chantecler • LP
- 1963 - Música Dentro da Noite Vol.2 (com "Caçulinha e Seu Conjunto") • Chantecler • LP
- 1965 - Samba'Ação (com "Caçulinha, Seu Órgão e Seu Conjunto") • Continental • LP
- 1966 - Bossa e Saudade (com "Caçulinha e Seu Conjunto") • Philips • LP
- 1968 - Caçulinha • Odeon • LP
- 1969 - Caçulinha e Seu Conjunto • Odeon • LP
- 1970 - Caçulinha Aponta o Sucesso (com "Caçulinha e Seu Conjunto de Baile") • Copacabana • LP
- 1972 - Caçulinha na Onda do Sucesso • Copacabana • LP
- 1975 - Alegria e Fossa • RCA Carmen • LP
- 1981 - Clássicos do Sertão • CBS • LP
- 1993 - Caçulinha • RGE • CD
- 2005 - Caçulinha na Bossa Nova • MZA Music • CD
- 2006 - Caçulinha no Arraiá • MZA Music • CD